# Они сражались за Родину (роман)
«Они́ сража́лись за Ро́дину» — роман Михаила Шолохова о Великой Отечественной войне. Работа над романом велась в три этапа: в 1942—1944, 1949 и 1969 годах.  Незадолго до смерти писатель сжёг рукопись романа. В печать вышли только отдельные главы произведения.
Над первыми главами романа автор работал в Западном Казахстане, во время приездов с фронта к семье, находившейся там в эвакуации в 1942—1943 годах. В мае — ноябре 1943 года некоторые главы романа были опубликованы в «Правде».
Текст романа воссоздаёт один из самых трагических моментов Великой Отечественной войны — отступление советских войск на Дону летом 1942 года. Михаил Шолохов одним из первых русских писателей открыто писал о трудностях, ошибках, хаосе во фронтовой дислокации, об отсутствии «сильной руки», способной навести порядок. Не хлебом и солью встречают отступающие части жители казачьей станицы, а бросают в лицо измученным солдатам гневные и несправедливые слова.

## Содержание
Действие романа начинается в июне 1941 года, в мирное время, когда к молодому сельскому агроному Николаю Стрельцову приезжает в гости старший брат Александр, кадровый военный. Они вместе едут на ночную рыбалку, и Александр рассказывает Николаю, как он провёл 4,5 года в заключении, будучи одним из многих репрессированных советских офицеров. Наутро Александр получает известие о том, что его вызывает в Москву Жуков.
Дальнейшие события происходят уже во время Великой Отечественной войны, летом 1942 года. В бою за хутор Старый Ильмень от полка, где служит Николай, осталось 117 человек. Измученные танковыми атаками и отступлением, бойцы шли по степи. В боях уцелело полковое знамя. Дойдя до хутора, люди увидели полковую кухню. Иван Звягинцев повёл разговор со своим другом Николаем Стрельцовым о семье и доме. Николай признался, что от него ушла жена с двумя детьми. У Звягинцева тоже семейные проблемы: начитавшись дамских романов, жена требовала от мужа «высоких чувств», по ночам она читала, отчего хозяйство захирело, а дети были как беспризорники. Николай был огорчён отступлением наших войск, на фронте хаос, армия не могла дать отпор фашистам. Местное население считало отступающих солдат предателями. Николай не верил в победу, а подключившийся к разговору бронебойщик Пётр Лопахин считал, что русским надо научиться бить немцев.
Через некоторое время полк подняли по тревоге, приказали занять оборону на высоте и держаться до последнего. Начался бой, остатки полка удерживали вражеские танки от прорыва к Дону. В бою Николая контузило снарядом. Стрельцов увидел, что полк атаковал противника. Он попытался вылезти из окопа, но не смог.

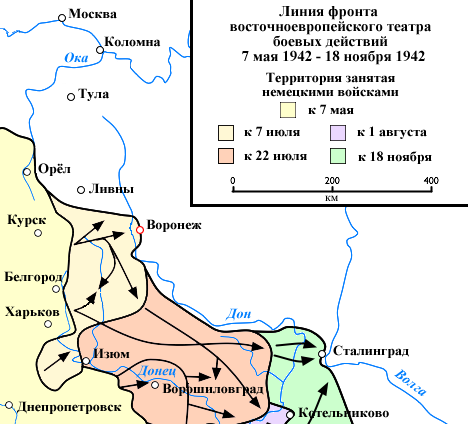
Наступление немецких войск на Дону летом 1942 года

После боя полк продолжил отступление. Вскоре он занял оборону на подступах к переправе. Лопахин подбил немецкий самолёт из бронебойного ружья и получил от лейтенанта Голощёкова водку, налитую в крышку фляги. Лейтенант предупредил, что бой будет тяжёлым. На окопы поползли танки противника, однако их накрыла огнём полковая артиллерия. Бойцы отбили шесть ожесточённых атак. Измотанные безуспешными попытками овладеть переправой, войска противника остановились. Остатки полка Советской армии отступают на другой берег Дона. Лейтенанта Голощёкова тяжело ранило, и он умирает. Командование принял старшина Поприщенко. Голощёков был похоронен на берегу реки. Звягинцев тяжело ранен и остался на правом берегу Дона; его подобрала санитарка и дотащила в полевой госпиталь.
На левобережье Дона бойцы встречают Николая, который полностью оглох после контузии и, тем не менее, ушёл из госпиталя, чтобы продолжать сражение. Не хотят уходить в резерв и другие бойцы, особенно Лопахин. Они собираются пойти к старшине Поприщенко просить оставить их на фронте, однако старшина сам сообщает, что получил приказ от майора отправляться в хутор Таловский, где полк будет пополнен свежими силами. Полк отправился в Таловский, по пути заночевав на небольшом хуторе. Старшина попытался добыть на хуторе провиант, но все колхозные резервы исчерпаны. Лопахин пытается обольстить хозяйку дома, куда их определили на постой, но та даёт ему отпор. Лишь утром выясняется, что оставшиеся в хуторе женщины решили не кормить отступающих солдат. Однако, узнав, что именно этот полк недавно участвовал в боях за переправу, хозяйка режет кур и кормит солдат.
Прибывший в штаб дивизии полк встречает раненый командир дивизии полковник Марченко. Старшина Поприщенко привёл 27 бойцов, это все, кто остался в строю после боёв. Полковник принял полковое знамя и преклонил перед ним колено.

## Действующие лица
Главные герои:
- Иван Степанович Звягинцев — бывший комбайнёр.
- Пётр Федотович Лопахин — бывший шахтёр.
- Николай Семёнович Стрельцов — бывший агроном.

Обрисовывая психологию мирного человека, ставшего вдруг солдатом, Шолохов не останавливается на описании состояний внутренней переходности, неупорядоченности чувств. Ему важно показать, что в процессе испытаний характер человека кристаллизируется, принимает чёткие очертания, не окаменевает, но отвердевает.

## История создания и публикации
Публикации первых глав романа в газетах «Правда» и «Красная звезда»:
- «Правда» 1943, 5—8 мая, 4 ноября, 14—15 ноября, 17 ноября;
- «Красная звезда» 1943, 6—8 мая, 4, 12, 16, 17 ноября;
- «Краснофлотец» 1943, №№ 11—12.

Номера «Правды» с главами романа стали поступать на передний край фронта. В Воениздате Народного Комиссариата Обороны главы романа вышли отдельной брошюрой.
В 1960-е годы автор вернулся к работе над романом. Александр Шолохов в 2020 году утверждал в «Российской газете», что во время работы у писателя возник конфликт с цензурой при попытке напечатать роман в газете «Правда»; в письме Леониду Брежневу Шолохов жаловался на это, однако ответа не получил; в последние месяцы жизни Шолохов, как утверждается, сжёг рукописи.

## Проблема авторства
Израильский исследователь проблемы авторства текстов М. А. Шолохова Зеев Бар-Селла высказывал предположение о том, что в написании романа принимал участие Андрей Платонов; эта версия была поддержана Николаем Журавлёвым. Многочисленные аргументы против данной версии приводит специалист по творчеству Платонова, российский литературовед Наталья Корниенко.

## Экранизация
В 1975 году роман был экранизирован советским режиссёром Сергеем Бондарчуком.

## Память
24 мая 2020 года в день 115-летия со дня рождения писателя стартовало онлайн-чтение романа: предполагалось, что главы романа в онлайн формате начнут читать 115 представителей культуры, искусства, политики. Первые строки романа прозвучали в исполнении советника президента РФ по культуре Владимира Толстого и министра культуры России Ольги Любимовой.

### Комментарии
1. ↑  К началу Второй мировой войны стрелковый полк РККА насчитывал 3200 человек личного состава и включал в себя 3 стрелковых батальона и 3 батареи (артиллерийскую, миномётную и противотанковую).

### Сноски
1. ↑  Шолохов М. Они сражались за Родину. — М., 1942. — ISBN 978-5-699-79929-9, 978-5-699-79318-1.
2. ↑  Внук Шолохова рассказал о трагической судьбе романа "Они сражались за Родину" - Российская газета. Дата обращения: 9 апреля 2024. Архивировано 18 марта 2024 года.
3. ↑  Источник. Дата обращения: 9 апреля 2024. Архивировано 18 марта 2024 года.
4. ↑  «Писатель Шолохов» и ГПУ Израильский литературовед Зеев Бар-Селла о том, кто на самом деле написал «Тихий Дон». Дата обращения: 26 августа 2023. Архивировано 1 апреля 2023 года.
5. ↑  Николай Журавлёв. Они писали за Шолохова // «Новая газета», № 44, 23 июня 2003 г.
6. ↑  Наталья Корниенко. «Авторство» Шолохова как доходная тема, или почему Андрей Платонов не писал роман «Они сражались за Родину» Архивная копия от 26 августа 2023 на Wayback Machine // Наш современник, 2005, № 11.
7. ↑  Онлайн-чтение романа «Они сражались за Родину» стартовало в день 115-летия Шолохова Архивная копия от 21 августа 2023 на Wayback Machine / ТАСС, 24 мая 2020.